# Kurgan (Grabhügel)

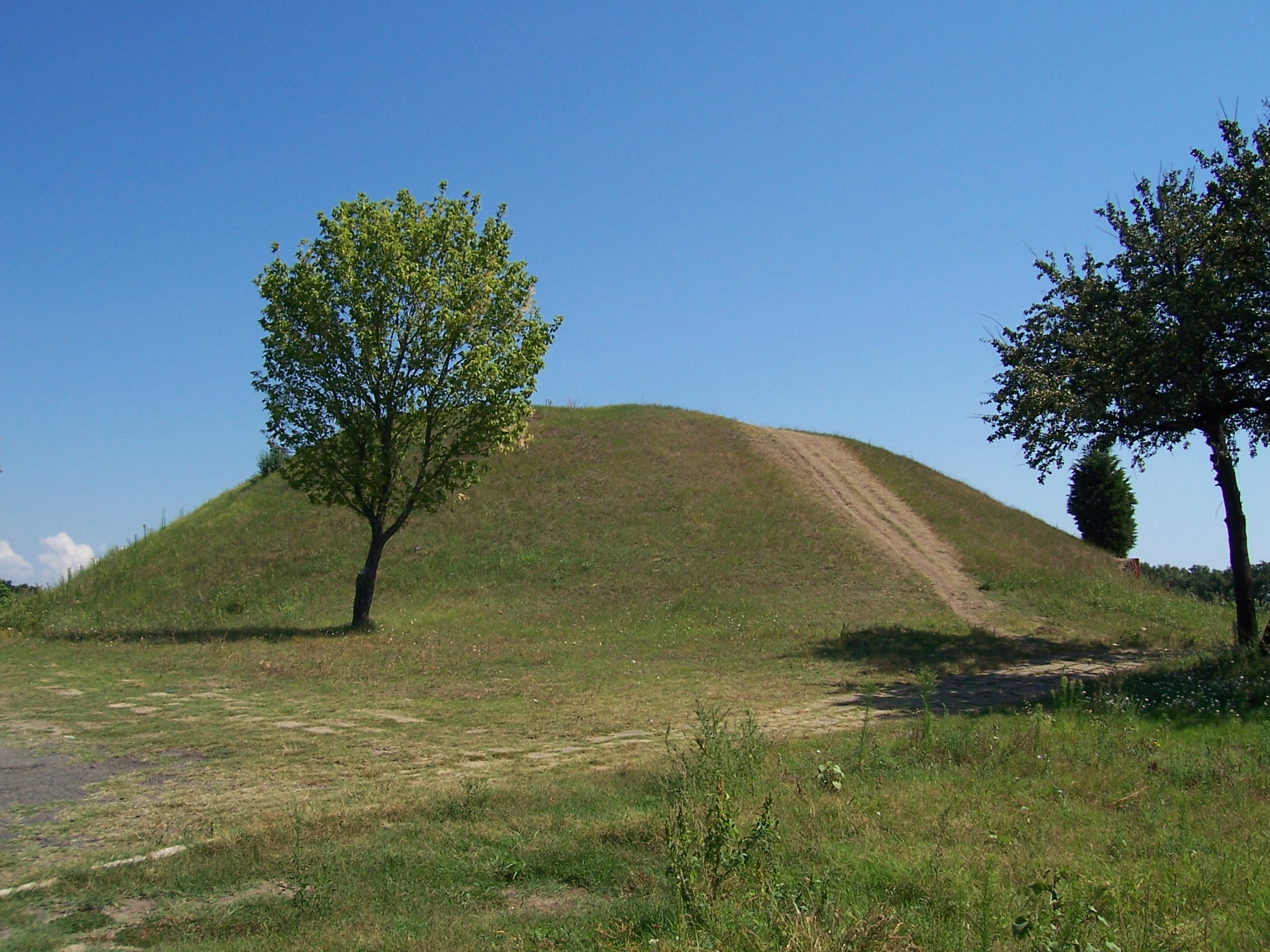
Thrakisches Hügelgrab nahe Pomorje, Bulgarien

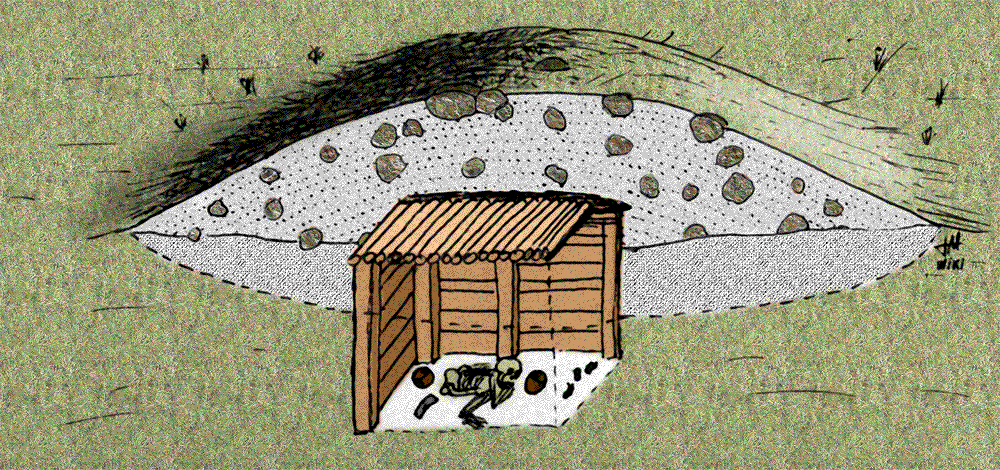
Schematischer Querschnitt eines Kurgans

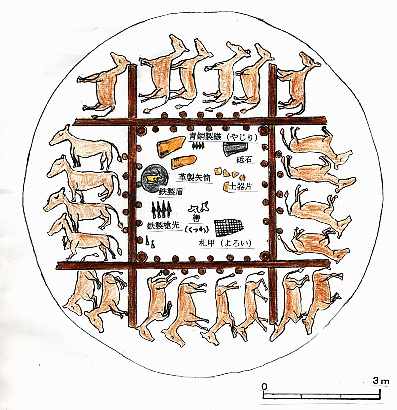
Pferdegräber im Kurgan von Kostromskaya

Kurgan (russisch курга́н, kurgán (Hügel, Hügelgrab)) bezeichnet einen großen, aus Erde oder Steinen aufgeschütteten kegelförmigen Grabhügel in osteuropäischen Ländern. In anderen Gebieten sind andere Bezeichnungen üblich, so im Deutschen als Hügelgrab, im romanischen und englischen Sprachraum als Tumulus. Solche Grabhügel wurden ab der Jungsteinzeit bis in die Antike angelegt, an einigen Orten bis ins Mittelalter. Sie befinden sich häufig in der Republik Moldau, Russland, Polen, der Ukraine und der transkaukasischen Trialeti-Kultur (mittlere Bronzezeit). Auch in Südost- und Mitteleuropa gibt es zahlreiche Kurgane. Die meisten der in oder unter den Hügeln liegenden Grabkammern sind über die Jahrtausende ausgeraubt worden, aber immer noch werden bei archäologischen Ausgrabungen aufsehenerregende Funde gemacht.

## Etymologie
Für das russische Wort kurgán gibt es zwei Hauptquellen: Zum einen wird eine Herleitung vom alttürkischen korgan (Zuflucht, Festung) und dem mitteltürkischen kurgan (Festung, Festungswall, Hauptschrein) angenommen. Beide werden als Lautverschiebung des alttürkischen korıgan betrachtet, mit der Wortwurzel korı- (schützen, verteidigen) und dem alttürkischen Suffix -gan. Zum anderen wird kurgán vom alttürkischen Wortstamm qur- abgeleitet, ursprünglich aus Urtürkisch *kur- (ein Gebäude errichten, gründen). Eine klare Trennung zwischen dem russischen kurgán und dem urtürkischen *kōrɨ-kan (Zaun, Schutz) ist aber schwierig herzustellen.

## Steinzeit und Bronzezeit
Die Kurgane der Jungsteinzeit und der Bronzezeit (ab dem 5. Jahrtausend v. Chr.) wurden von Angehörigen der Jamnaja-Kultur (auch „Ockergrabkultur“)  zumeist entlang von Flussläufen errichtet. Sie enthalten eine Grabkammer mit einem einzelnen männlichen Skelett, manchmal zusammen mit Skeletten einer oder mehrerer Frauen und Untergebenen, die offensichtlich zum Begräbnis geopfert wurden. Grabbeigaben sind oft Waffen, in späteren Gräbern auch geopferte Pferde und ganze Wagen.
Die litauische Archäologin Marija Gimbutas hat ab 1956 eine Reihe dieser grabhügelbauenden Völker der späten Jungsteinzeit und der frühen Bronzezeit in Russland, der Ukraine und der Republik Moldau aufgrund gemeinsamer Merkmale ihrer Bestattungen als „Kurgankultur“ zusammengefasst.

## Eisenzeit
In der Eisenzeit (1. Jahrtausend v. Chr.) wurden Kurgane vor allem von Skythen und Sarmaten im eurasischen Raum errichtet, vorwiegend auf den höchsten Erhebungen in der eurasischen Steppe. Diese Grabhügel bildeten oft eine Kette von fünf bis zehn Kilometer Länge, die vielleicht auch der Gebietsabgrenzung diente. In der Öffentlichkeit wurden Funde aus dieser Epoche vor allem wegen des Goldes der Skythen bekannt. Seit Jahrzehnten werden hier immer wieder in Einzelgräbern auch Frauenskelette gefunden. Die US-amerikanische Archäologin Jeannine Davis-Kimball unterteilt diese in vier Gruppen, je nach Art und Anzahl der Grabbeigaben in „Kriegerinnen, Priesterinnen, Krieger-Priesterinnen und Frauen des Herdes“. Davis-Kimball sieht hierin Hinweise für die Gleichstellung der Frau in sarmatischen Stämmen, die als ein möglicher Ursprung des Amazonen-Mythos diskutiert wird.

## Experimentelle Archäologie
Die experimentelle Archäologie hat herausgefunden, dass zum Bau eines Kurgan-Grabhügels in Steppengebieten mindestens 100 Personen einen Monat lang beschäftigt waren, ohne die übliche Auskleidung der eigentlichen Grabkammer(n) mit Holz oder Steinmaterialien. Holz für die Grabkammern wurde nachweislich oft im Winter (in den bewaldeten Winterquartieren) geschlagen und über weite Strecken zum Ort der Bestattung transportiert. Fertige Kurgane konnten eine Höhe von 20 Metern erreichen.